# 江户川柯南
工藤新一（日语：／ Kudō Shin-ichi */?）原是高中生偵探，後因被灌下APTX-4869而身體縮小變成7歲小孩，因某些原因，便化名為江戶川柯南（日语：／ Edogawa Konan */?），是日本漫畫家青山剛昌所創作的漫畫作品《名偵探柯南》中的主人公。

## 創造與構思
將工藤新一變成一個小孩的想法，來源於《三毛貓福爾摩斯系列》的主角。青山剛昌的想法是，這隻貓將表明解決此案件所需的關鍵證據。由孩子求助的新一所做的表演是為幫助周圍的人進行調查。而新一的靈感來自於虛構的私家偵探工藤俊作。
工藤新一取自日本經典偵探連續劇《偵探物語》的主角工藤俊作和日本科幻小說家星新一。
江戶川柯南命名來源則取自日本推理小說始祖江戶川亂步和英國名推理小說家柯南·道爾。而青山透露過，他的責任編輯反對取「柯南」這個名字，因為與動畫作品《未來少年柯南》中的主人公同名，並建議改名他為道爾。但青山堅持要使用柯南這個名字，認為它將會取代《未來少年柯南》。
在《绀青之拳》中，柯南化名为“亚瑟·平井”，同樣取自這兩位著名推理小說家。其中“平井”取自江户川乱步的本名平井太郎。

## 人物形象

### 工藤新一
是個16、17歲的高中生偵探，居住地為東京都米花町，畢業於帝丹小學和帝丹初中，現就讀於帝丹高中二年B班。被世人稱為「平成的福爾摩斯」、「日本警察的救世主」，並常自稱為「福爾摩斯的徒弟」，與同是高中生偵探的服部平次並稱「關東工藤，關西服部」。
外貌特徵是其脖子髮際和後腦杓的兩撮翹髮，並有著藍色眼瞳。在學成績優異，國中時曾是足球社的得力球員。熱愛推理與足球。
性格成熟、冷靜、穩重、溫和、正直、熱血、勇敢、執著、堅強，雖然是理性派，但偶爾也有衝動、有些孩子氣頑皮的時候。據灰原哀猜測，他的推理天份遺傳自父親；好出風頭、有自信、擅長用變聲器的演技、衝動時不顧危險的魯莽個性則是遺傳自母親（因此曾惹过麻烦，险些导致让黑衣组织发现自己还活着）。感情上有些不善於表達甚至嘴硬，但待人重情重義，有正確的判斷力和很強的正義感、責任感，對於犯罪行為絕不寬容，但在罪犯遇到生命危險時也會捨身相救。
對福爾摩斯極為著迷，喜愛的小說是《123福爾摩斯探案集》的《四簽名》；最喜愛的足球員是雷·卡提斯；喜歡的食物是檸檬派，但其實是小蘭做的食物都喜歡。最討厭的食物則是葡萄乾。
|  | 真相永遠只有一個！ —工藤新一 |

### 江户川柯南
在身體變小之後，住進了毛利偵探事務所，憑藉自己依舊保有的推理天份，以及使用阿笠博士為他量身打造的發明屢次破案。經常利用手錶型麻醉槍將毛利小五郎麻醉，並用領結型變聲器以其聲音破案，使得原本默默無聞的小五郎聲名大噪，並得到「沉睡的小五郎」這個封號。也多次為了解決案件而麻醉其他人，以因應小五郎不在場的情況，如鈴木園子、山村操、服部平次（1次）、妃英理（1次）等人；阿笠博士和工藤有希子則沒有被麻醉，而是他(她)本人配合講話。
現就讀於帝丹小學一年B班，與其他同學相比相當成熟。以保護小蘭父女為由隱瞞其真實身份，但曾多次被小蘭懷疑自己就是新一，在知情者們的幫助下，都成功地掩飾過去。
最初調查黑暗組織時，儘管大抵為沉著穩重的形象，但常有著衝動莽撞的獨自行動而招致危險；隨著紅方陣營增加，開始會互相合作並更加謹慎，每當FBI展開調查組織的任務時都會不時向他聯絡，當然他也參與其中。
平時對待他人親切有禮、鮮少動怒，偶爾會因為惡劣至極的犯人，以及擅自做危險事情的步美、光彦、元太而大發雷霆。做事也極有耐性；但不時會在心裡吐槽、譏諷甚至挖苦他人，大多是對毛利小五郎、鈴木園子及少年偵探團，以及行為舉止怪異或不可理喻者。此外，他常以「要去一下廁所」為由，趁機找線索或麻醉他人（多為毛利小五郎），也不時以裝可愛或撒嬌來使他人鬆懈。
口頭禪為小孩口吻的「あれれ」（音似「啊叻叻」)，常常因此被吐槽。
|  | 我叫江戶川柯南，是個偵探 —自我介紹 |

## 技能
擁有一流的推理能力，博學多才、知識淵博、才思敏捷、機智過人，擅長推理、觀察及分析，明辨是非且極富同理心，帥氣中帶着一抹溫柔。閱讀廣泛，了解許多文化歷史典故，時常為眾人解說事物，在校成績一直為滿分，灰原哀曾表示他就是大家的福爾摩斯。
擁有過人的膽識、體力及出色的運動能力。尤其擅長足球，其技巧和熟練度極為出色，而中學時是足球社大將，但高中並沒有加入足球社，本人曾表示練習足球主要目的是培養偵探應有的運動神經，而未在足球方面繼續發展，有時也會在需要冷靜思考時踢足球。
其他運動也很在行，包括滑板、滑雪、滑冰、網球、射擊等。對於各項交通工具（飛機、直升機、快艇、汽車等）也有不錯的駕駛技術。從各個劇場版與動畫中的超強表現來看，柯南是一名極限運動絕世高手，只靠滑板就可以進行各種驚險又高難度的動作，例如：用滑板飛越大樓，以滑板在鋼樑間穿梭行進，高速在樹林間滑行等。
會架設網站，也擅長操作及維修電腦、機械、拆除炸彈。會拉小提琴，但不是非常專業的水平，自稱小提琴「只是破案之餘的愛好」，而且對小提琴方面的知識相當熟悉，原因是福爾摩斯擅長小提琴。擁有絕對音感，並能說出指定音頻的聲音；具有一定的樂理基礎，卻對一些樂譜記號不甚了解（D.C、♯等）。會說多種外語（英語、法語、德語、俄語、義大利語、中文），也會解讀盲文及各類通訊信號（電報代碼、摩斯密碼、旗語等）。儘管如此，柯南（新一）也有不擅長的東西，例如唱歌五音不全，不擅長釣魚、棒球、料理、電玩。

## 人際關係

### 家人
| 姓名       | 備註 |
| ---------- | --- |
| 工藤優作   | 工藤優作和工藤有希子獨生子，教養方式屬開放式教育。倆人在新一初中二年級時前往美國居住，偶爾會回日本查看兒子生活近況。在《名侦探柯南：百万美元的五棱星》中，剧情揭示其父工藤優作与黑羽盗一为双胞胎兄弟，由此使得作为黑羽盗一儿子的《名侦探柯南》客串角色——黑羽快斗（怪盗基德），与工藤新一的关系实际上为堂兄弟。 |
| 工藤有希子 | 工藤優作和工藤有希子獨生子，教養方式屬開放式教育。倆人在新一初中二年級時前往美國居住，偶爾會回日本查看兒子生活近況。在《名侦探柯南：百万美元的五棱星》中，剧情揭示其父工藤優作与黑羽盗一为双胞胎兄弟，由此使得作为黑羽盗一儿子的《名侦探柯南》客串角色——黑羽快斗（怪盗基德），与工藤新一的关系实际上为堂兄弟。 |

### 朋友
| 姓名     | 備註 |
| -------- | --- |
| 阿笠博士 | 與鄰居發明家是忘年之交。是警視廳警部目暮十三等人欣賞的人和主要幫手。                                                                 |
| 毛利兰   | 是青梅竹马，现为高中同学，于变小而化名江户川柯南后寄住在其家中。                                                                     |
| 灰原哀   | 因同樣「服用」APTX-4869的藥物因此相识，從起初懷疑的態度轉變成互相支持與信任的好友，其後灰原哀經常與柯南等少年偵探團眾人一起行動。    |
| 小島元太 | 所發起的少年偵探團成員之一，其他團員包括在帝丹小學的同班同學吉田步美及圓谷光彥，但事實上作為隊長指揮行動。                           |
| 服部平次 | 默契十足，是查案時相互幫助，志同道合的搭檔、夥伴。                                                                                   |
| 怪盜基德 | 與外貌極度相似的是亦敵亦友的關係（两人实际上的血缘关系为堂兄弟，因此也解释了外貌上的相似）。                                         |
| 鈴木園子 | 是一同長大、互相嫌棄的朋友。另外，由於他很能對付怪盜基德的緣故，被園子的伯父暨鈴木財團顧問鈴木次郎吉視為「基德剋星」，十分受到器重。 |

### 其他
深受女性歡迎，吉田步美、灰原哀、世良真纯、伊東惠、三上鈴、中北楓（動畫原創）。

## 知道真實身分的人
目前知道江戶川柯南真實身分為工藤新一有以下幾位：
本篇
| 角色名                  | 備註 |
| ----------------------- | --- |
| 阿笠博士                | 柯南親自向博士說明後得知其身分。 |
| 工藤優作                | 由博士說明身分後得知。 |
| 工藤有希子              | 由博士說明身分後得知。 |
| 服部平次                | 以推理能力懷疑柯南身份，後來意外代替小五郎沉睡，中途醒來後默默聽到柯南在幕後的推理得以確認。 |
| 宫野明美                | 柯南親自告知身份，隨後因為被琴酒射殺而身亡。 |
| 灰原哀                  | 在組織期間，自行調查後確認身份。 |
| 怪盜基德／黑羽快斗      | 於劇場版3中，竊聽柯南和博士的電話後得知其身分，其後此設定納入本作。 |
| 苦艾酒                  | 在透過自己調查得知其身份。 |
| 本堂瑛祐                | 為了不讓他向蘭告白，柯南直接說出自己的真實身份，自己也有調查懷疑柯南身份。 |
| 赤井秀一／沖矢昴        | 在目睹柯南用新一的聲音和小蘭通話後，得知了他的真實身份。 |
| 赤井秀吉／羽田秀吉      | 看完10年前工藤新一照片，一眼就看出他的真實身份。 |
| 世良真纯                | 當柯南去英國時，偶然在電視上看到柯南，連想到小時候見過新一的形象，加上瑪麗的遭遇而推斷出真實身分。 |
| 瑪麗·世良／領域外的妹妹 | 當柯南去英國時，同樣世良和偶然在電視上看到柯南，連想到小時候見過新一的形象，加上自身的遭遇而推斷出真實身分。 |
| 白马探                  | 通过推理发现，放弃当众拆穿转而帮助柯南隐瞒过去。 |
| 安室透／降谷零          | 在新一和小蘭的小時候，曾偶然警校五人組，並幫助他們成功搗破大麻毒販的非法種植場。對柯南擁有超出外表的智慧和推理力印象深刻。被朗姆要求調查工藤新一後，因維修毛利家水管而喚醒彼此當年的記憶，並要求柯南唸出類似平假名或漢字的字母後，推斷出其真實身份。 |

劇場版
| 角色名                   | 備註 |
| ------------------------ | --- |
| 泽田弘树／諾亞方舟AI程序 | 透過「繭」讀取玩家柯南的記憶後得知其身分，後自行停止運作。                                                               |
| 寺井黄之助               | 在《業火的向日葵》的“柯南的身份知情者”的介绍中，和基德共同出現，但得知途徑不明。推測可能是基德告知或自行調查柯南的身份。 |
| 爱尔兰                   | 透過調查指紋得知其身分，後來被香緹給射殺。                                                                               |
| 賓加                     | 透過全年齡辨識系統得知其身分，後被琴酒引爆潛艇給處決。                                                                   |

跨界作品
| 角色名                                     | 備註 |
| ------------------------------------------ | --- |
| 鲁邦三世、次元大介、石川五右衛門、峰不二子 | 特别合作篇《鲁邦三世VS名偵探柯南》中，當面揭穿柯南身份，但得知原因不詳。                                  |
| 阿朗·斯密斯                                | 合作劇場版《鲁邦三世VS名侦探柯南 劇場版》中，臨死前柯南親自承認真實身份，但他並不知道新一身體縮小等情况。 |

## 劇中表現

### 在《名偵探柯南》中
工藤新一因為試圖跟蹤「可疑人物」（黑暗組織幹部伏特加）而前往非法交易現場，卻被琴酒從背後偷襲將他擊昏，並灌下代號為「APTX-4869」的毒藥。後來他雖然倖免於死，但身體就此縮小成7歲小學生的模樣因而尋求阿笠博士的幫助。然而毛利蘭為了尋找失蹤的新一也來到他家，於是在情急之下化名為江戶川柯南。在阿笠博士的建議下，寄住於私家偵探毛利小五郎家中，並對任何人保密自己的真實身分，並藉由平時的案件調查找尋有關黑暗組織的線索，藉此找出讓自己能夠恢復原狀的方法。

### 在衍生作品中
作為主角，他出現在《名偵探柯南》及其改編的大部分動畫、電影、OVA、電子遊戲、漫畫特別篇和真人電視劇中。

## 配音員
在不同國家因為配音陣容經歷數次更迭（主要是台灣）擁有許多不同的配音員，集數以名偵探柯南電視動畫官方網站的集數為準。

### 工藤新一
| 國家／地區 | 配音員   | 備註                                                                                 |
| ---------- | -------- | ------------------------------------------------------------------------------------ |
| 日本       | 山口勝平 |                                                                                      |
| 臺灣       | 劉傑     | 全系列作品，此外中文配音版中，劇中柯南的內心獨白會以新一的聲線呈現。                 |
| 臺灣       | 李景唐   | VCD版                                                                                |
| 香港       | 郭志權   | 電視版（TVB版本，ep.1－52） 電影版（TVB版本，M1《引爆摩天樓》）                      |
| 香港       | 梁偉德   | 電視版（TVB版本，ep.77－101）                                                        |
| 香港       | 馮錦堂   | 電影版（TVB版本，M2《第十四號獵物》）                                                |
| 香港       | 李家傑   | 電視版（有線版本，ep.294－341） 電影版（DVD版本，M1－25） 特別篇（《變小的名偵探》） |
| 香港       | 張裕東   | 電影版（公映版本，M26《黑鐵的魚影》）                                                |
| 中國大陸   | 阿杰     | 電視版（第887集起） 電影版（公映版本，M13、M15、M19－ 20、M22起、M6－7）             |
| 中國大陸   | 陈光     | 電影版（CCTV-6，M13）                                                                |
| 中國大陸   | 武扬     | 電影版（CCTV-6，M20）                                                                |

### 江戶川柯南
| 國家／地區 | 配音員 | 備註 |
| ---------- | ------ | --- |
| 日本       | 高山南 | 包含幼年時代的新一 |
| 臺灣       | 馮友薇 | 電視版（ep.1－43，含大陸版ep.52－96） |
| 臺灣       | 方雪莉 | 電視版（ep.44－293，含重譯版ep.1－43） 電影版（M1－2） |
| 臺灣       | 蔣篤慧 | 電視版（ep.294－862） 電影版（M3－4、M7－22、《魯邦三世VS名偵探柯南 THE MOVIE》） 特別篇（《魯邦三世VS名偵探柯南》、《江戶川柯南失蹤事件》普威爾／曼迪版、《變小的名偵探》） |
| 臺灣       | 曾允凡 | 電視版（ep.863－） 電影版（M23－） 特别篇（《红色的修学旅行》) 總集篇（《緋色的不在場證明》、《總局刑警戀愛物語》、《灰原哀物語》、《名偵探柯南 vs. 怪盜基德》               |
| 臺灣       | 丘梅君 | 電影版（M5－6） |
| 臺灣       | 姚敏敏 | VCD版 |
| 香港       | 盧素娟 | 電視版（TVB版本，ep.1－122） |
| 香港       | 周恩恩 | 電視版（有線版本，ep.294－341） 電影版（DVD版本，M1－25、《魯邦三世VS名偵探柯南 THE MOVIE》） 特別篇（《江戶川柯南失蹤事件》、《變小的名偵探》）                             |
| 香港       | 黃玉娟 | 電影版（TVB版本，《魯邦三世VS名偵探柯南 THE MOVIE》） |
| 香港       | 吳梅   | 電影版（公映版本，M26《黑鐵的魚影》） |
| 中國大陸   | 李世榮 | 電視版（第887集起） 電影版（公映版本，M13、M15、M19－ 20、M22起、M6－7） |
| 中國大陸   | 郝幽玥 | 電影版（CCTV-6，M13） |
| 中國大陸   | 张璐   | 電影版（CCTV-6，M20） |

## 演員
| 國家／地區 | 演員     | 備註                                                   |
| ---------- | -------- | ------------------------------------------------------ |
| 日本       | 藤崎直   | 江戶川柯南真人版電視劇演員，配音由動畫聲優高山南配音。 |
| 日本       | 小栗旬   | 工藤新一（單發版第1-2部）                              |
| 日本       | 溝端淳平 | 工藤新一（單發版第3-4部、連續劇版）。                  |

## 評價
- 1998年，在《Animage》舉行的「Anime Grand Prix」票選活動中，柯南為第十受歡迎的男性動畫人物。[62]
- 於2001年和2010年，在Newtype雜誌的「最受歡迎男性動畫角色」投票中，柯南分別獲得第四名和第十名。[63][64]
- 2007年，在rankingjapan所做的「最想跟哪個動畫人物做朋友」調查中，柯南（新一）排名第三[65]
- 2010年，Mania Entertainment將柯南評為第三偉大的動畫偵探。
- 2011年，柯南劇場版官方網站所舉行的「15週年紀念人氣投票」中，柯南（新一）以30.46%的壓倒性得票率高居第一。
- 2011年，在ebooksjapan.jp所舉行的網路投票中，工藤新一和江戶川柯南分別位居第二及第三受歡迎的角色。[66]
- 2012年，在日本朝日新聞的問卷調查「最難忘的名偵探」中排名第六。[67]
- 2012年，中国动画学会全国“最受大学生欢迎的卡通形象”调查第二名。[68]
- 2014年底，在《名侦探柯南 江户川柯南失踪事件 〜史上最糟糕的两天〜》放送紀念企劃的「《名偵探柯南》角色人氣投票」中，工藤新一排名第三，柯南則排名第四。[69]
- 2016年，日本投票網站Charapedia在3月10日發表了網路投票結果，總合投票拿下269票數，排在第四名，然而在女性票數有150票，位居第一。[70][71]
- 2017年，中国国家社科基金“动漫形象研究”课题“20至29岁观众最喜爱的动画角色”第一名。[68]

## 影響
在劇場版中，柯南曾多次聲稱其特殊技能（如开車、开飛機、枪械）都是在夏威夷從他爸爸身上習得的，因此被網友調侃。
為了配合推理漫畫劇情發展，在柯南所到之處幾乎都會有命案發生。據統計，截至漫畫第902話（2014年），有至少500人在故事中死去或被提到已故（包括身份不明者及死於意外、自殺或疾病等非他殺情況），所以常被中文圈的讀者及網友吐槽為死神小學生或是死神；類似的情況還有漫畫性質相似的《金田一少年事件簿》。漫畫自身也多次借他人之口調侃柯南。
現實中，人們自發偵查失物、調查案件真相等行為，新聞媒體多稱「某某扮柯南」，成為偵探、查案的代名詞。
一些大学生在考试前悬挂柯南的海报，谐音「挂科难」（挂柯南）以祈求考试顺利。

### 備註
1. ↑  也是作者青山剛昌和《神偷怪盜》男主角黑羽快斗的身高。
2. ↑  《最後一案》中福爾摩斯和莫里亞蒂教授一同墜入萊辛巴赫瀑布的日期。（M1《引爆摩天樓》）
3. ↑  住址來源於福爾摩斯的住址貝克街221B。 “貝克”和“米花”的日文發音相同，都為“Beika”
4. ↑  初登場時為16歲，在M1《引爆摩天樓》中過了生日後為17歲。
5. ↑  在電影《紺青之拳》試映會時，則憑藉日本新年號公佈的時機改用新的宣傳口號“令和的福爾摩斯”稱呼工藤新一。[13]
6. ↑  原本是要麻醉小蘭讓她「推理」，但誤射園子（漫畫第5卷，TV 35《山莊繃帶怪人之殺人事件（後篇）》；之後柯南為了不被發現真實身份，於是都只麻醉園子。
7. ↑  漫畫第12卷，TV 58《福爾摩斯迷殺人事件（後篇）》
8. ↑  M8《銀翼的奇術師》，因意外而誤射。
9. 1 2  大陸普通話版集數第942集起開始配音。在942集以前，大陆版的配音与台湾版基本相同。

## 外部連結
- 《名偵探柯南》原創官網|小學館 （页面存档备份，存于）（日語）
- 江戸川 コナン｜キャラクター｜名探偵コナン｜読売テレビ （页面存档备份，存于）（日語）
- 工藤 新一｜キャラクター｜名探偵コナン｜読売テレビ （页面存档备份，存于）（日語）